# Muhammad Szumajs
Muhammad Ahmad Szumajs (arab. محمد أحمد شميس, zm. 15 września 1976) – egipski piłkarz, uczestnik Igrzysk Olimpijskich 1928.
Zawodnik był członkiem reprezentacji Egiptu podczas igrzysk w 1928 roku, z którą zajął wówczas 4. miejsce w turnieju. Piłkarz wystąpił w jednym z czterech spotkań, jakie rozegrała jego drużyna, meczu o 3. miejsce z Włochami, przegranym 3:11.